# Marc Barthelemy
Marc Barthelemy, né en 1965, est un physicien théoricien français à l'Institut de physique théorique (IPhT) de Paris-Saclay (CEA/CNRS).

## Biographie
Marc Barthelemy est un ancien élève de l'École normale supérieure de Paris et a obtenu son doctorat de l'Université Pierre et Marie Curie en 1992. Entre 1999 et 2000, il a été chercheur invité à Boston University dans le laboratoire de H. Eugene Stanley, où il a commencé à travailler sur les réseaux. De 2005 à 2007, il a visité l'Université de l'Indiana (Bloomington, Indiana), se concentrant sur l'épidémiologie et les réseaux spatiaux. De retour en France, il oriente ses recherches sur les réseaux de transport et les infrastructures, ainsi que vers la description quantitative et la modélisation des systèmes urbains.
Les travaux de Marc Barthelemy abordent des questions à l’intersection de la physique et de diverses disciplines telles que la géographie, l’urbanisme, l’épidémiologie et la démographie. En s’appuyant sur des outils et des concepts issus de la physique statistique, il a analysé des données empiriques et modélisé divers systèmes, s’attaquant à des défis cruciaux tels que la propagation des virus, la mobilité et la congestion dans les villes, l’évolution historique des infrastructures et la dynamique des populations urbaines.
Plus spécifiquement, Marc Barthelemy est connu pour ses études sur les réseaux spatiaux et les infrastructures ,, la structure des villes, les systèmes de transport ,, et l'évolution de la population urbaine et la loi de Zipf. L'équation de croissance des villes révèle que l'évolution de la population urbaine est régie par un modèle stochastique intégrant deux types de fluctuations : celles liées aux migrations interurbaines et celles dues à la croissance naturelle.

## Publications
- Alain Barrat, Marc Barthelemy et Alessandro Vespignani, Dynamical Processes on Complex Networks, Cambridge University Press, 2008
- Morphogenesis of Spatial Networks, Cham, Switzerland, Springer International Publishing, 2018
- The Structure and Dynamics of Cities, Cambridge University Press, 24 novembre 2016
- Spatial Networks: A Complete Introduction: From Graph Theory and Statistical Physics to Real-World Applications, Springer Nature, 2022
- Marc Barthelemy et Vincent Verbavatz, Statistics and Dynamics of Urban Populations: Empirical Results and Theoretical Approaches, Oxford University Press, 6 décembre 2023
- Le monde des réseaux, Odile Jacob, 18 janvier 2023[8]
- Amaral, Scala, Barthelemy et Stanley, « Classes of small-world networks », Proceedings of the National Academy of Sciences, vol. 97, no 21,‎ 10 octobre 2000, p. 11149–11152 (PMID 11005838, PMCID 17168, DOI 10.1073/pnas.200327197, Bibcode 2000PNAS...9711149A, arXiv cond-mat/0001458)
- Barrat, Barthelemy, Pastor-Satorras et Vespignani, « The architecture of complex weighted networks », Proceedings of the National Academy of Sciences, vol. 101, no 11,‎ 16 mars 2004, p. 3747–3752 (PMID 15007165, PMCID 374315, DOI 10.1073/pnas.0400087101, Bibcode 2004PNAS..101.3747B, arXiv cond-mat/0311416)
- Fortunato et Barthelemy, « Resolution limit in community detection », Proceedings of the National Academy of Sciences, vol. 104, no 1,‎ 2 janvier 2007, p. 36–41 (PMID 17190818, PMCID 1765466, DOI 10.1073/pnas.0605965104, Bibcode 2007PNAS..104...36F, arXiv physics/0607100)
- Barthelemy, « Spatial networks », Physics Reports, vol. 499, nos 1–3,‎ février 2011, p. 1–101 (DOI 10.1016/j.physrep.2010.11.002, Bibcode 2011PhR...499....1B, arXiv 1010.0302)
- Verbavatz et Barthelemy, « The growth equation of cities », Nature, vol. 587, no 7834,‎ 19 novembre 2020, p. 397–401 (PMID 33208958, DOI 10.1038/s41586-020-2900-x, Bibcode 2020Natur.587..397V, arXiv 2011.09403)

## Distinction
- 2024 : Prix Jean-Ricard décerné par la Société française de physique[9],[10].